# Next of Kin (film 1984)
Next of Kin è un film del 1984 diretto da Atom Egoyan.
Il regista Egoyan, al suo debutto in un lungometraggio, è anche soggettista, sceneggiatore, produttore, montatore, e ha collaborato alla colonna sonora.

## Trama
Peter Foster è un giovane canadese che vive con i litigiosi genitori. Un giorno scopre per caso una videocassetta in cui una coppia di immigrati armeni, George e Sonya Deryan, dà in adozione il proprio bambino. Decide così di far visita alla famiglia Deryan fingendo di essere il loro figlio Bedros. Accolto a braccia aperte, cercherà di ricucire i rapporti tra George e sua figlia Azah.

## Distribuzione
Il film è stato distribuito nelle sale cinematografiche canadesi a partire dal 30 novembre 1984, dopo l'anteprima dell'11 settembre e la proiezione al Mannheim-Heidelberg International Filmfestival avvenuta nel mese di ottobre.

## Critica
Fernando F. Croce di CinePassion ha giudicato "straordinariamente lucido" il film di debutto del regista, aggiungendo che «anche se il suo stile brillante è nel migliore dei casi embrionale, la complessità dei temi di Egoyan è già in mostra». Ben Nicholson ha scritto su CineVue: «Next of Kin è sicuramente un film che annunciava Egoyan come un eccitante nuovo talento e poneva le basi per gran parte della sua produzione cinematografica futura».

## Riconoscimenti
- 1984 - Mannheim-Heidelberg International Filmfestival
  - Interfilm Award - Honorable Mention a Atom Egoyan
  - Mannheim Film Ducat a Atom Egoyan
- 1985 - Genie Awards
  - Nomination Miglior regia a Atom Egoyan